# Multitasking (Psychologie)

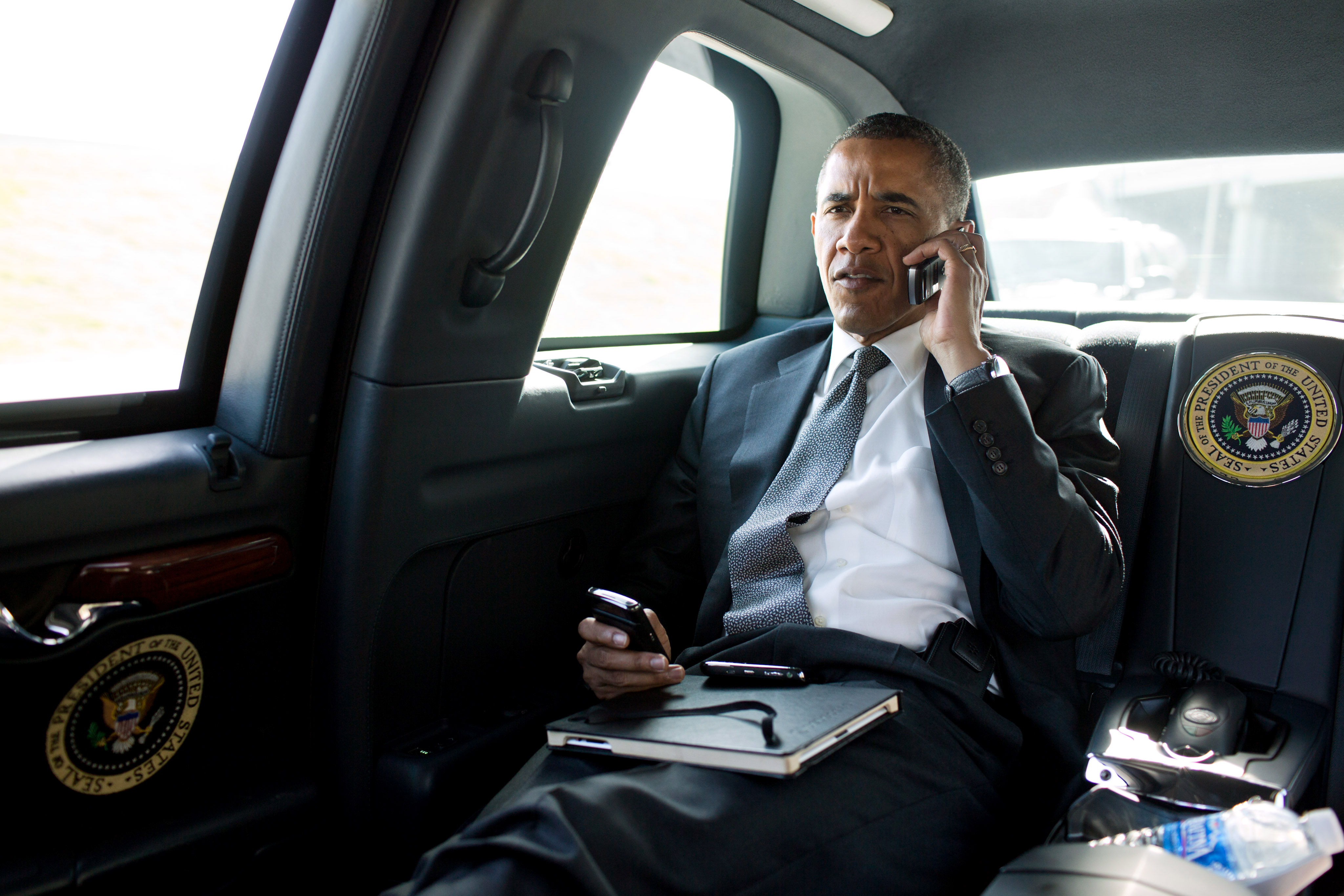
Barack Obama mit einem Telefon am Ohr und einem in der Hand (2012)

Unter Multitasking oder Mehrfachaufgabenperformanz (seltener menschliches Multitasking) versteht man die Ausführung zweier oder mehrerer Aufgaben zur selben Zeit oder abwechselnd in kurzen Zeitabschnitten. Die Aufgaben sind voneinander unabhängig, das Ziel einer Aufgabe ist also nicht von den Resultaten der anderen Aufgabe abhängig. So wird beispielsweise eine E-Mail verfasst und gleichzeitig einem Bericht zugehört.

## Begriffsgeschichte
Die Bedeutung des Begriffs ist höchstwahrscheinlich von der technischen Bedeutung (siehe Multitasking) abgeleitet. Der Begriff Multitasking hat sich sowohl im angelsächsischen als auch deutschen Sprachraum als Beschreibung einer menschlichen Fähigkeit durchgesetzt, während der Begriff Mehrfachaufgabenperformanz als deutsche Umschreibung hierfür gilt und vor allem in Aufgabenkombinationen sonst auch unter den Begriffen dual/multiple task performance.
Der Begriff ist wissenschaftlich nicht exakt definiert; Lee und Taatgen beschreiben es als die „Fähigkeit, die Anforderungen mehrerer Aufgaben gleichzeitig zu bewältigen“. Salvucci beschreibt als Multitasking, „wie Personen mehrere (Unter-)Aufgaben in den Kontext einer größeren, komplexen Aufgabe integrieren und durchführen“. In Ergänzung dazu ist in der englischsprachigen Fachliteratur auch noch von continuous partial attention („ununterbrochen teilweise Aufmerksamkeit“) die Rede, was die Aufnahmefähigkeit für gleichzeitige und möglicherweise verschiedenartige Reize beschreibt.

## Grenzen und Gefahren
Um zwei oder mehr Aufgaben zur selben Zeit bearbeiten zu können, müssen Aufmerksamkeitsressourcen aufgeteilt werden und die Mehrfachaufgabenperformanz stellt somit hohe Anforderungen an unsere Aufmerksamkeits- und Verarbeitungsprozesse. Wissenschaftliche Untersuchungen belegen, dass die Effizienz beim Bearbeiten verschiedener Aufgaben abwechselnd in kurzen Zeitabschnitten im Vergleich zur seriellen Bearbeitung sinkt und somit mit Fehlern, einem erhöhten Unfallrisiko und einer Minderung der Leistung in Verbindung gebracht werden kann.
So zeigte eine Laborstudie, in denen Personen in einem Fahrsimulator die Bremse betätigen sollten, dass die parallele Kommunikation über ein Handy die Leistungsfähigkeit beeinflusste. Die Probanden übersahen in der Einzelaufgabe (Bremsen bei roter Ampel) lediglich 3 % der roten Ampeln, während sie bei der Mehrfachaufgabe (Telefongespräch, Bremsen bei roter Ampel) bereits 7 % der roten Ampeln übersahen und sich die Reaktionsgeschwindigkeit zum Betätigen des Bremspedals um 50 ms verringerte.
Dies zeigt also die Grenzen der gleichzeitigen Informationsverarbeitung angesichts der Reizüberflutung unserer Umwelt. Das Gehirn filtert Informationen automatisch auf eine vom Menschen wahrnehmbare Menge. So kann bei einem Telefongespräch im Auto der Sehsinn auf den sogenannten „Tunnelblick“ reduziert werden, diese Einschränkung kann sogar nach dem Telefonieren noch für einige Minuten bestehen bleiben. Neben der verringerten Reaktionsfähigkeit kann auch Stress eine Folge sein.

## Determinanten
Die Leistungsergebnisse bei der Mehrfachaufgabenperformanz werden durch drei Faktoren determiniert: Aufgabenähnlichkeit, Übung und Aufgabenschwierigkeit.

### Aufgabenähnlichkeit
Wenn zwei oder mehr Aufgaben sich in ihren Stimuli stark ähneln (z. B. beide Darbietungen auditiv sind), sie dieselben Verarbeitungsstadien beanspruchen (z. B. beides frühe Prozesse) oder auf gleiche Gedächtniskodes zugreifen (z. B. beides verbal) ist die Wahrscheinlichkeit einer Interferenz in der Bearbeitung deutlich höher.
In einem Versuch wurde Probanden eine auditive Nachricht vorgespielt, die sie beschatten sollten. Gleichzeitig wurden ihnen weitere Begriffe entweder auditiv in Form  von Wörtern oder visuell in Form von gezeigten Bildern präsentiert. Beim Abrufen im Anschluss zeigte sich, dass die Leistung bei einer visuellen Bildpräsentation bei 90 % lag, bei der auditiven Wortpräsentation die Leistung hingegen sehr gering war.

### Übung
Wie gut mehrere Aufgaben gleichzeitig ausgeführt werden können, hängt auch davon ab, wie erfahren man damit ist. So kann ein geübter Autofahrer in der Regel leichter gleichzeitig ein Gespräch führen als ein Fahrschüler.
Dass Übung tatsächlich den Meister machen kann, zeigte eine Studie mit studentischen Versuchspersonen über vier Monate. In fünf wöchentlichen Trainingsstunden lasen sie eine Kurzgeschichte, die es zu verstehen galt, und schrieben gleichzeitig ein Wortdiktat. Zu Beginn waren sowohl Lesegeschwindigkeit, Verständnis und Handschrift beeinträchtigt; nach Abschluss der viermonatigen Trainingsphase konnte die Kurzgeschichte nahezu gleich schnell als bei alleinigem Lesen gelesen werden und sowohl die Handschrift als auch das Verständnis der Wortkategorien verbesserte sich.
Übung fördert also die Mehrfachaufgabenperformanz durch Entwicklung von Strategien zur Ausführung, um mit weniger Ressourcen auszukommen, und ist ein Hinweis darauf, dass ein Teil der Aufgabe „automatisiert“ wurde, also weniger Anforderungen an die kognitive Kapazität stellt und somit eine Geschwindigkeitserhöhung zulässt. Dennoch lässt sich die Interferenz durch Übung lediglich minimieren, nicht aber vollständig eliminieren.
Allerdings kann Übung bzw. Erfahrung auch einen gegenteiligen Effekt haben. Da automatisierte Prozesse schnell und unvermeidbar ablaufen (d. h. sie werden immer ausgelöst), sind sie dem Bewusstsein nicht zugänglich. Dies kann zu Interfenzen führen, wie das am Beispiel des Stroop-Effekts deutlich wird: Ein geübter Leser hat Schwierigkeiten, die Farbe eines Wortes zu nennen; stattdessen gibt er automatisch das verschriftlicht dargebotene Wort wieder. Hingegen hat ein Leseanfänger deutlich weniger Probleme damit, die Farbe zu nennen, da der Prozess des Wortlesens noch nicht automatisiert ist.

### Aufgabenschwierigkeit
Ein wichtiger Faktor ist auch die Aufgabenkomplexität. Je schwieriger eine Einzelaufgabe ist, desto mehr Aufmerksamkeitsressourcen benötigt sie und umso schlechter ist auch die Leistung in der Mehrfachaufgabenaufgabensituation.

## Alter und Geschlecht
Nicht determinierende Einflüsse bei Mehrfachaufgabenperformanz sind entgegen weitverbreiteter Annahmen Alter oder Geschlecht.
Das Alter scheint keinen nennenswerten Einfluss auf die Multitasking-Fähigkeiten zu haben.
Der Einfluss des Geschlechts ist wissenschaftlich bislang noch kaum untersucht. Entgegen landläufiger Meinung zeigen die meisten Untersuchungen keinen signifikanten Unterschied zwischen den Geschlechtern. Einzelne Studien deuten auf einen Unterschied zwischen den Geschlechtern in bestimmten Situationen hin.

## Kritik
Auch der Philosoph Byung-Chul Han sieht in seinem medizinphilosophischen Buch Müdigkeitsgesellschaft Multitasking kritisch. Er vergleicht Multitasking mit dem Verhalten von Tieren, die, um in freier Wildbahn zu überleben, jederzeit gezwungen sind, ihre Aufmerksamkeit zu verteilen. Han kommt zu einem negativen Urteil: „Die Zeit- und Aufmerksamkeitstechnik Multitasking stellt keinen zivilisatorischen Fortschritt dar.“ Er kritisiert die Verbreitung von Multitasking, weil die kulturellen Leistungen der Menschheit, wie die Philosophie, eine „tiefe kontemplative Aufmerksamkeit“ erfordern, die mit Multitasking nicht möglich sei.
Die meisten Wissenschaftler gehen heute von einer Kapazitätsbegrenzung der Informationsverarbeitung aus, wodurch die gleichzeitige Verarbeitung mehrerer Reize nur möglich ist, solange die maximalen Verarbeitungsressourcen nicht ausgeschöpft sind. Danach kommt es zu einem Leistungsabfall oder sogar zu neurobiologischen Veränderungen. Der Neurowissenschaftler Gary Small von der University of California, Los Angeles zeigte, dass Multitaskingaktivitäten und Vielsurfen im Internet den dorso-lateralen präfrontalen Cortex und damit das logische und strategische Denken sowie Intelligenz und Empathie beeinträchtigen, was der deutsche Biologe Martin Korte bestätigt. Gray Small hat in seinem Buch iBrain dafür den Begriff digital ADHD geprägt. Allerdings entstehen dabei auch neue Fähigkeiten. Der Hirnforscher David E. Meyer von der University of Michigan zeigt, dass Multitasker mehr Zeit für die Erledigung ihrer Aufgaben benötigen, als wenn sie sie hintereinander ausführen und dabei die Fähigkeit zum Fokussieren verlieren sowie an verstärkter Ausschüttung von Stresshormonen leiden. Auch der ADS-/ADHS-Spezialist und Psychiater Edward Hallowell erkennt bei Multitaskern ähnliche Symptome wie bei ADHS. In seinem Buch CrazyBusy zeigt er, dass tendenziell die gesamte Geschäftswelt von den Symptomen betroffen ist.